# Лука Ветторі
Лука Ветторі (італ. Luca Vettori, нар. 26 квітня 1991) — італійський волейболіст, срібний призер Олімпійських ігор 2016 року.

## Виступи на Олімпіадах
| Олімпіада           | Дисципліна | Місце |
| ------------------- | ---------- | ----- |
| Ріо-де-Жанейро 2016 | волейбол   | 2     |

## Зовнішні посилання
- Лука Ветторі — олімпійська статистика на сайті Sports-Reference.com (англ.) (архівна версія)
- Лука Ветторі // Профіль гравця на сайті Legavolley. (італ.)

1. 1 2  Olympedia — 2006.
2. 1 2 3 4 5  Леґа Паллаволо Серія А — 1987.